# Unidad periférica de Fócida
La unidad periférica de [la] Fócida (en griego: Περιφερειακή ενότητα Φωκίδας) es una de las unidades periféricas de Grecia, una de las cinco en que se organiza la periferia de Grecia Central. Se extiende desde las laderas occidentales del monte  Parnaso, en el este, hasta la cordillera de Vardousia, en el oeste, sobre el golfo de Corinto. Lleva el nombre de la región histórica de Fócida, pero la unidad periférica moderna también incluye partes de la antiguas Locrida y Dorida.
Las unidades periféricas vecinas son Etolia-Acarnania al oeste,  Ftiótide al norte y al este  Beocia.

## Geografía
La Fócida moderna tiene una superficie de 2120 km², de los que 560 km² son áreas boscosas, 36 km² son llanos, y el resto es montañoso. La cresta del macizo del Parnaso (2459 m), que atraviesa el centro del país, lo divide en dos porciones distintas.  La mayor parte del sur y del este están deforestadas y son rocosas y montañosas, mientras que el valle se extiende desde Itea arriba hasta Amfissa. Los bosques y espacios verdes se encuentran al oeste, en la parte central y en el norte. 
Se abastece de agua principalmente del embalse de la presa Mornos, en el río Mornos. Cubre entre 1−3 km². Se completó en la década de 1960, y la carretera GR-48 fue ampliada para pasar a través de la presa.

## Administración

Municipios de Fócida

La unidad periférica de Fócida se subdivide en 2 municipios. Estos son (el número corresponde al del mapa en la caja de información):
- Delphi (Delfoi, 1)
- Dorida (2)

### Antiguas prefecturas
La prefectura de Fócida fue creada como prefectura en 1947, separándola de la anterior prefectura de Ftiótide y Fócida. Como parte de la reforma gubernativa del Plan Calícrates de 2011, se creó la unidad periférica de Fócida a partir de la antigua prefectura de Fócida (en griego: Νομός Φωκίδας). La antigua prefectura tenía el mismo territorio que la actual unidad periférica. Se reorganizaron al tiempo los municipios, de acuerdo con la siguiente tabla:
| Nuevo municipio | Antiguos municipios | Sede     |
| --------------- | ------------------- | -------- |
| Delfoí          | Delfoí              | Amfissa  |
| Delfoí          | Amfissa             | Amfissa  |
| Delfoí          | Desfina             | Amfissa  |
| Delfoí          | Galaxidi            | Amfissa  |
| Delfoí          | Gravia              | Amfissa  |
| Delfoí          | Itea                | Amfissa  |
| Delfoí          | Kallieis            | Amfissa  |
| Delfoí          | Parnassos           | Amfissa  |
| Dorida          | Efpalio             | Lidoriki |
| Dorida          | Lidoriki            | Lidoriki |
| Dorida          | Tolofon             | Lidoriki |
| Dorida          | Vardousia           | Lidoriki |

### Antiguas Provincias
- Provincia de Dorida - Lidoriki
- Provincia de Parnassida - Amfissa

Nota: Las provincias ya no tenía ningún estatuto jurídico en Grecia.

## Población
La moderna Fócida fue habitada por varias tribus griegas desde la antigüedad, sobre todo por los focenses,  locrenses y  dorios, que se entremezclaronn y formaron la población focense de hoy en día, con un patrimonio lingüístico y cultural único, con frecuencia mencionado como rumeliotas.
Con una población de 40 343 hab. (2001), es una de las unidades periféricas con menor población de Grecia, y tiene una densidad de población de solamente 419 hab./km². En los meses de verano, la población casi se duplica debido a la afluencia de turistas.
La mayoría de los pueblos están en el sur, el sureste y el este, especialmente en las áreas entre Amfissa e Itea. El norte y el oeste son los menos poblados.

### Transporte
- Carretera nacional griega 3, NE
- Carretera nacional griega 27, Cen., N
- Carretera nacional griega 48, SW, Cen., SE
- Ruta Europea E65, SW, S, SE

## Personas notables
- Alejandro de Fócida
- Giannis Skarimpas (28 de septiembre de 1893 en Agia Efthymia Parnassidos – 21 de enero de 1984)

## Clubes deportivos
Los clubes deportivos más populares en la unidad periférica son clubes de fútbol, todos pertenecientes a la asociación de clubes de fútbol de Fócida  que se creó en 1985 después de la separación y disolución de la Unión Gremial de Fútbol Fócida-Ftiótide.
- Androutsos Gravia - Gravia
- Asteras Iteas - Itea
- Doxa Desfina - Desfina
- Isaia Desfina - Desfina
- Diagoras Polydrosos - Polydrosos
- Dorikos Nea Dorida - Nea Dorida
- Fokikos - Amfissa
- A.O. Malesina - Malesina